# 徐俊植
徐俊植（ソ・ジュンシク、ハングル表記：서준식、1948年5月25日 - ）は、在日韓国人の社会運動家。徐勝は兄、徐京植は弟。

## 来歴
1948年、京都市に生まれる。京都府立桂高等学校を卒業後韓国に留学、ソウル大学校に学ぶ。1971年、兄の徐勝とともに学園浸透スパイ団事件の容疑者として逮捕され、懲役7年の刑を受け服役する。なお、事件はのちに捏造である可能性が濃厚であるため、彼もまた冤罪であった可能性が高いとされている（リンク先を参照）。

## 著書

### 単著
- 『韓国人権運動の証言 (世界人権問題叢書) 』（明石書店、2001年）

### 共著
- 『徐俊植 全獄中書簡』（西村誠共編著、柏書房、1992年）
- 『自生への情熱―韓国の政治囚から人権運動家へ』（西村誠共編著、影書房、1995年）

### 訳書
- 徐勝・徐俊植『徐兄弟獄中からの手紙 徐勝,徐俊植の10年』（岩波新書、1981）